# Tom Kiernan
Thomas Joseph Kiernan (Cork, 7 de enero de 1939 - 3 de febrero de 2022) fue un contador público, dirigente y jugador irlandés de rugby que se desempeñaba como fullback. Es tío del también jugador de rugby Michael Kiernan, fue internacional con el  XV del Trébol de 1960 a 1973 y representó a los British and Irish Lions.
Fue considerado uno de los mejores jugadores que dio su país y de la historia, por su seguridad defensiva, su destreza en el juego de manos y su habilidad de patada. Fue presidente de la Unión de Rugby Fútbol de Irlanda, tesorero de la World Rugby, director de la Copa Mundial de Gales 1999 y desde 2015 es miembro del World Rugby Salón de la Fama.

## Selección nacional
Fue seleccionado al Trébol por primera vez para el Torneo de las Cinco Naciones 1960, debutó contra La Rosa y fue titular con veintiún años.
Fue nombrado capitán, nunca consiguió ganar el Torneo de las Seis Naciones y su logro más importante es haber liderado a la primera victoria sobre los Springboks, en 1965.
Cuando se retiró había roto los récords de Jack Kyle: era quien más partidos disputó, más tests como capitán y máximo anotador de su seleccionado. En total jugó 54 partidos y marcó 158 puntos.

### Leones Británicos
Los British and Irish Lions lo seleccionaron para disputar las giras a: Sudáfrica 1962 donde llegó lesionado por lo que solo jugó el tercer test match y Sudáfrica 1968 en la que fue el capitán, jugó los cuatro partidos y fue el máximo anotador con 35 puntos. En ambas giras los Leones solo obtuvieron un empate y fueron demolidos por los Springboks, 3–0.

## Palmarés
- Campeón del Interprovincial Championship de 1958, 1960, 1963, 1966 y 1969.